# Ingrupp
Ingrupp är inom beteendevetenskapen (bland annat psykologi och sociologi) ett begrepp för den grupp som en individ eller ett subjekt tillhör, utifrån dennes position. Begreppet används ofta i vetenskapliga texter för att beskriva till exempel hur personer betett sig i experimentsituationer, eller vad människor har för sociala beteendetendenser. Andra grupper, där individen inte är del av, benämns i dessa sammanhang med utgrupp.
Utgrupp är inom beteendevetenskapen ett begrepp för de andra grupper som en person i en grupp inte är del av. Begreppet används ofta i vetenskapliga texter för att beskriva till exempel hur personer betett sig i experimentsituationer beroende på grupptillhörighet, eller vad människor har för sociala beteendetendenser. Den egna gruppen kallas då istället ingrupp.
Om man till exempel tillhör supportrarna för ett visst fotbollslag, är gruppen av supporters till samma fotbollslag ens ingrupp, och andra supportergrupper i förhållande till denna är utgrupper.